# Mohamed Guindo
Mohamed Yaya Guindo (1 augustus 2003) is een Malinees-Belgisch voetballer die sinds 2024 uitkomt voor RAAL La Louvière.

## Clubcarrière
Guindo verhuisde als kind als politiek vluchteling van Mali naar België. Via Jeunesse Molenbeek belandde hij in 2017 bij de jeugdopleiding van RSC Anderlecht. Daar ondertekende hij in oktober 2019 zijn eerste profcontract. Guindo noemde dat later "een vergiftigd geschenk", mede omdat een doorstroming naar de A-kern uitbleef. Via Twitter kondigde hij aanvankelijk aan dat hij uit de beloftenkern was verwijderd, maar die post verwijderde hij later. Kort daarop maakte Guindo, die nog een half seizoen onder contract lag bij Anderlecht, bij de Italiaanse derdeklasser Pro Vercelli.
Bij Pro Vercelli schoof Guindo na een halfjaar bij de jeugd al door naar het eerste elftal. Op 3 september 2022 maakte hij zijn debuut in de Serie C: op de openingsspeeldag liet trainer Massimo Paci hem in de 1-0-zege tegen Padova Calcio kort voor het slotkwartier invallen. Guindo speelde in zijn debuutseizoen bij het eerste elftal negentien competitiewedstrijden in de Serie C, maar was wel slechts eenmaal basisspeler in de 1-0-nederlaag tegen FC Sangiuliano City op de 34e speeldag).
In augustus 2023 ondertekende Guindo een contract voor een seizoen bij Zulte Waregem. Op 9 september 2023 maakte hij zijn officiële debuut in het eerste elftal van Zulte Waregem: in de bekerwedstrijd tegen KFC Sint-Lenaarts (4-1-winst) liet trainer Vincent Euvrard hem een kwartier voor tijd invallen voor Nicolas Rommens. Zes dagen daarvoor had Guindo ook al zijn eerste wedstrijd gespeeld voor Jong Essevee, het beloftenelftal van Zulte Waregem, in de Tweede afdeling.

## Interlandcarrière
Guindo speelde in 2018 twee jeugdinterlands voor België –16. In juni 2023 werd hij door de Malinese beloftenbondscoach Alou Badra Diallo opgeroepen voor de Afrika Cup onder 23 in Marokko. In de tweede groepswedstrijd, die Mali met 1-0 verloor van Egypte, mocht Guindo een kwartier voor tijd invallen. Mali eindigde uiteindelijk derde in Marokko, nadat het gastland hen in de halve finale uitschakelde na strafschoppen en Mali de wedstrijd om de derde plaats eveneens na strafschoppen won van Guinee.

## Trivia
- Begin 2022 kreeg RSC Anderlecht van de Disciplinaire Raad een boete van 15.000 euro, waarvan 10.000 euro effectief en 5.000 euro met een jaar uitstel, omdat het een verdoken commissie zou hebben betaald aan een tussenpersoon voor een transactie met een minderjarige speler. Volgens de Disciplinaire Raad gebeurde dat bij de bemiddeling tussen de club en de toen nog minderjarige Guindo, wat volgens de FIFA-reglementen verboden is.[11]

1 Valkenaers ·
3 Gilot ·
4 Faye  ·
5 Corneillie ·
7 Gobitaka ·
8 Gueulette ·
9 Guindo ·
10 Pau ·
11 Liongola ·
12 Loiseaux ·
13 Maisonneuve ·
14 Belkheir ·
15 Lahssaini ·
21 Peano ·
23 Ito ·
25 Lamego ·
26 Bongiovanni ·
27 Eyongo ·
28 Botella ·
31 Camara ·
38 Diallo ·
44 Klomp ·
49 Hoedaert ·
51 Sidibe ·
70 Nagera ·
71 Monteiro ·
98 Maës ·
Coach: Taquin